# 伊萨
伊萨（西班牙語：Iza）是西班牙纳瓦拉的一个市镇。总面积52平方公里，总人口745人（2001年），人口密度14人/平方公里。